# Захват избирательных участков
Захват избирательных участков — разновидность фальсификации выборов, встречающаяся в Индии и ряде других стран, в которых сторонники партий «захватывают» избирательный участок или отдельные кабины для голосования и голосуют вместо законных избирателей для обеспечения победы своего кандидата. Хотя это своего рода форма подавления избирателя, в отличие от других форм мошенничества во время голосования захват избирательных участков является наименее утончённой формой злоупотребления служебным положением, встречающейся в основном в Индии. Существует много подобных примеров, при которых люди не приходят открыто голосовать. В широком смысле захват избирательных участков может охарактеризовываться захватом целых деревень или областей.
В общей практике, представители альтернативных кандидатов присутствуют на избирательных участках, однако во время захвата участка им угрожают или их избивают и, как следствие, они уходят с избирательного участка. Избирательная комиссия Индии считает, что в качестве общих мер предотвращения появления подобных инцидентов достаточно одного или половины отделения военизированных организаций (CPMF), однако в современной практике многие наёмники политических партий начинают угрожать избирателям за одну или две недели до выборов, создавая в регионах атмосферу террора, так что многие избиратели из-за этого не приходят голосовать открыто. По некоторым данным, первый захват избирательного участка в Индии был зафиксирован в 1957 году, на всеобщих выборах в Рачияхи, в округе Бегусарай за место от избирательного округа Матихани. Словосочетание появилось в средствах массовой информации в конце 1970-х и 1980-х годах, когда количество партий и кандидатов возросло, что привело к тому, что некоторые партии начали использовать мошеннические методы, включая захват избирательных участков, в особенности в сельской местности.
В 1989 году закон о народном представительстве 1951 года был изменён для описания захвата избирательных участков в качестве уголовного преступления и отмены или отсрочки голосования на захваченных избирательных участках. Развитие электронного голосования в Индии также было предназначено для того, чтобы затруднить заполнение урн голосами для захватчиков, позволяя включать пятиминутные задержки между каждым голосом при почти единовременном голосовании с использованием бюллетеней. В электронных машинах для голосования также имеются кнопки «закрыть», с помощью которых сотрудник избирательного участка может отключить машину. Несмотря на это захват избирательных участков продолжает происходить, пускай и в значительно меньших количествах, и многие проигравшие кандидаты в Индии регулярно жалуются на то, что их оппоненты использовали захват избирательных участков для победы.